# Ciência dos alimentos

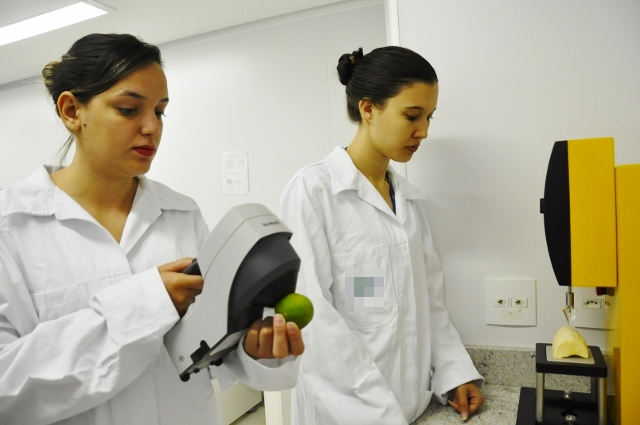
Cientistas de alimentos atuando no controle de qualidade, avaliando cor e textura dos alimentos.

Ciências dos alimentos ou bromatologia é um ramo multidisciplinar que estuda a composição, deterioração, processamento, conservação, elaboração, qualidade e comercialização dos alimentos para o consumidor.

## Objetivos
A ciência dos alimentos (bromatologia) tem como objeto de estudo o alimento em todos os seus aspectos: físico-químicos, microbiológicos, bioquímicos, tecnológicos, nutricionais, sensoriais, regulatórios, legais além de aspectos relacionados á marketing, logística e gestão da qualidade.

## Subáreas

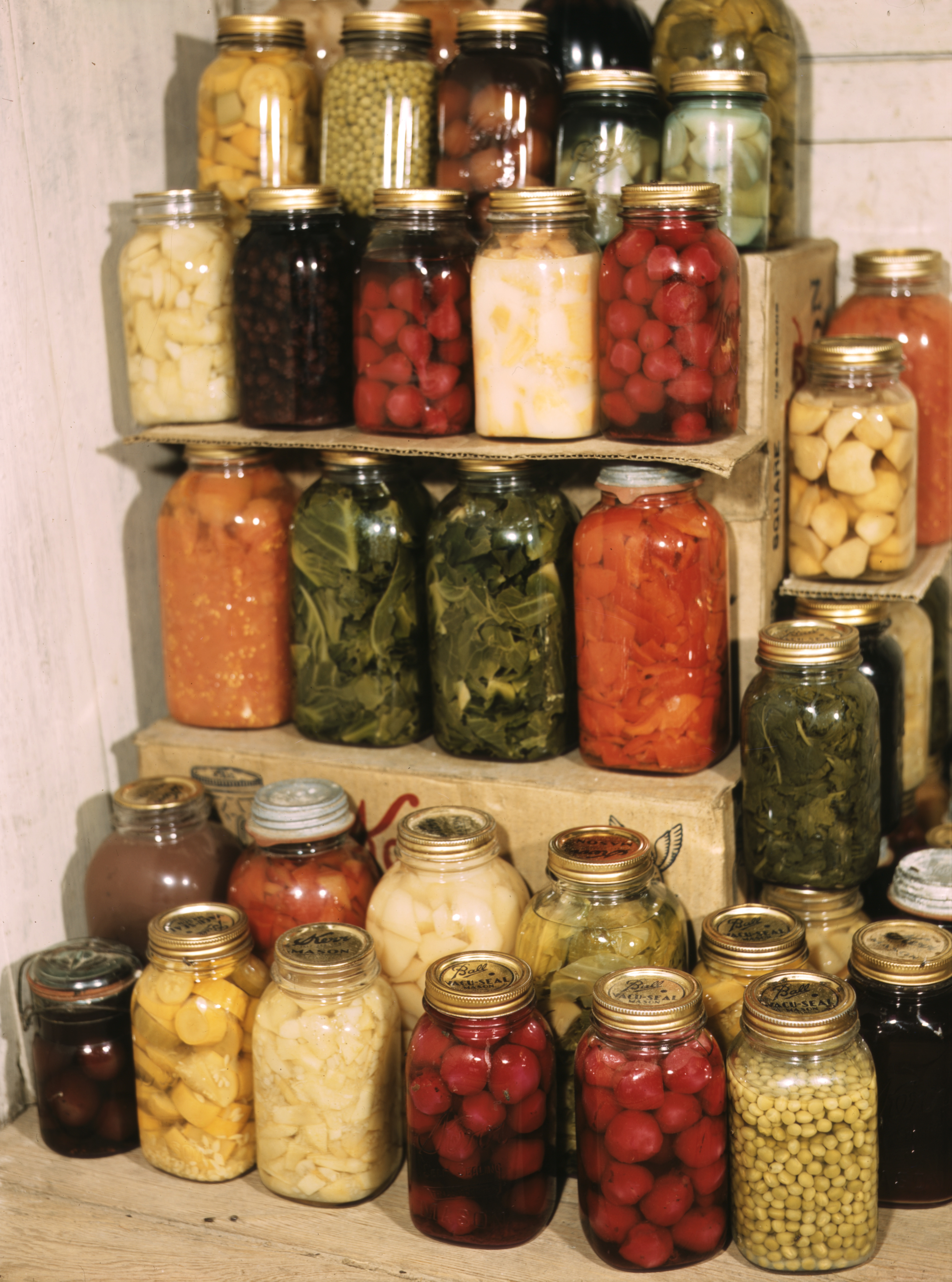
Alimentos em conserva.

A bromatologia é uma área multidisciplinar e aplicada, ou seja, está relacionada uma grande quantidade de áreas do conhecimento e que produz e aplica conhecimento científico e tecnológico no desenvolvimento e produção de bens de consumo, mais especificamente na área de alimentos, embora possa ser aplicada em outras áreas.
Algumas das áreas envolvidas:
- Microbiologia de alimentos;
- Segurança alimentar e nutricional
- Química de alimentos;
- Análise de alimentos;
- Processamento de alimentos
- Desenvolvimento de produtos
- Garantia e controle de qualidade
- Serviços de alimentação
- Análise sensorial;
- Embalagem adequada para alimentos;
- Gastronomia molecular;
- Agroindústria.

## Profissionais envolvidos
Diversos são os profissionais que possuem competências legais e curriculares para atuação em bromatologia/ciência dos alimentos: 
- Com uma visão voltada para a saúde destacam-se os cursos de Nutrição, Biomedicina e Farmácia. 
- Com uma visão de produção industrial, destaca-se o curso de Engenharia de Alimentos.
- Com uma visão voltada á química, bioquímica, análise e tecnologia, destacam-se os cursos de Química e de Bioquímica.
- Com uma visão a voltada á biologia aplicada a alimentos, destacam-se os cursos de Biologia . 
- Com uma visão mais holística, destacam-se o Bacharelado em ciências dos alimentos e cursos relacionados a Gastronomia. O bacharel em ciências dos alimentos atua nas atividades desde a pós-colheita do alimento, durante sua transformação na indústria, na distribuição e comercialização e mesmo junto ao consumidor, priorizando a relação homem/alimento/ambiente.
Eventualmente outros profissionais podem estar envolvidos, tais como veterinários.

## Bacharelado em Ciências dos alimentos
A estrutura curricular do Curso de Ciências dos Alimentos contempla as áreas de Ciências Exatas, Ciências Biológicas e da Saúde, Ciência e Tecnologia de Alimentos e Ciências Sociais, Humanas e Econômicas. O estágio supervisionado é componente curricular obrigatório assim como o trabalho de conclusão de curso em determinada área teórico-prática ou de formação profissional, como atividade de síntese e integração de conhecimento e consolidação das técnicas de pesquisa.
| Ciências Básicas | Tecnológicas | Sociais | Específicas |
| --- | --- | --- | --- |
| - Matemática - Estatística - Física - Físico-química - Química - Química orgânica - Bioquímica - Biologia - Genética - Microbiologia Geral - Métodos instrumentais de análise - Estatística | - Carnes e ovos - Laticínios - Óleos, gorduras, grãos e derivados - Pescado - Amido e produtos amiláceos - Desenvolvimento de produtos - Análise sensorial - Frutas e hortaliças - Conservação de alimentos - Operações unitárias - Açúcar e bebidas | - Marketing - Teoria geral da administração - Economia - Economia e gestão do agronegócio - Antropologia de alimentação | - Gestão da qualidade - Segurança de alimentos - Controle de qualidade - Segurança Alimentar e Nutricional - Marketing - Bioquímica de alimentos - Bioquímica nutricional - Microbiologia de alimentos - Análise de alimentos - Alimentos funcionais - Higiene e legislação de alimentos - Nutrição em saúde pública - Epidemiologia e toxicologia de alimentos |

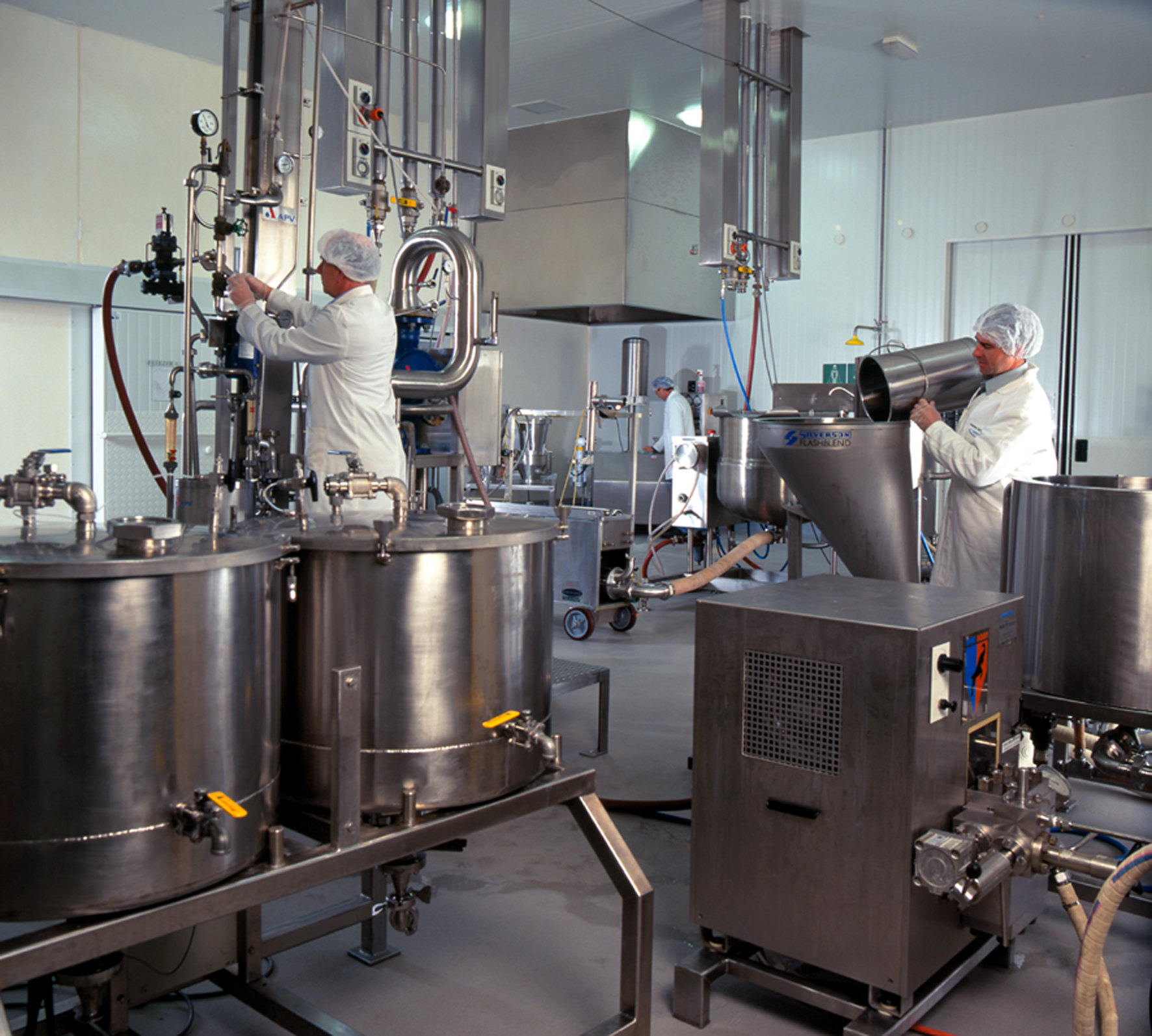
Laboratório de ciência dos alimentos na Austrália.

No primeiro ano do curso, os alunos têm contato com matérias básicas como biologia, química, matemática, física e bioquímica. A partir do secundo ano já são inseridas matérias que compreendem a área de ciências dos alimentos, como análise de alimentos, microbiologia de alimentos e epdemiologia e toxicologia de alimentos, também tem início as disciplinas de tecnologia, como princípios de conservação e as voltadas para a área de segurança alimentar e nutricional, como higiene de alimentos e legislação e nutrição em saúde pública. A partir do terceiro ano começam as disciplinas de tecnologia de alimentos (produtos amiláceos, frutas e hortaliças, carnes e ovos, açúcar e bebidas, pescado, óleos e gorduras, laticinios). Outras disciplinas que auxiliam a formação do profissional são: Desenvolvimento de produtos I e II antropologia da alimentação, economia, alimentos funcionais, economia e gestão do agronegócio, segurança alimentar e nutricional, controle de qualidade, serviços de alimentação, análise sensorial, entre outras.
Durante o curso os acadêmicos terão ainda acesso aos laboratórios do núcleo de matérias profissionalizantes como os de agroindústrias, biotecnologia, de química de alimentos, microbiologia de alimentos e análise de alimentos, análise sensorial, ensaios biológicos, processamento de alimentos e salas computadorizadas para análise sensorial e econômica.
Através de uma planta piloto de processamento, os alunos aprenderão as operações unitárias para obtenção de produtos como fermentação, secagem, desidratação, defumação, refrigeração, congelamento, enlatamento, entre outros, para frutas, hortaliças, carnes, pescado, óleo, amido, mandioca, milho, trigo, leite e derivados, entre outros.

## Competências e habilidades do graduado em Ciências dos Alimentos
- Pesquisar e desenvolver produtos alimentícios;
- Desenvolver programas de garantia da qualidade de alimentos quanto aos aspectos
- Higiênico-sanitários, físico-químicos, sensoriais e nutricionais;
- Atuar no processamento e conservação de produtos agropecuários: leite, carnes, pescado,
- Hortaliças, frutas, cereais, tubérculos, grãos oleaginosos, cana-de-açúcar e outros.
- Gerenciar ou integrar equipes de laboratórios em indústrias de alimentos ou em serviços de
- Apoio ao setor de alimentação;
- Gerenciar projetos agroindustriais nos aspectos tecnológicos, econômicos, ambientais e de
- Rastreabilidade;
- Assessorar ou prestar consultoria em desenvolvimento de produtos alimentícios,
- Capacitação de pessoal, qualificação de fornecedores, auditorias, gestão de programas de
- Garantia e controle da qualidade e adequação à legislação;
- Atuar no sistema de vigilância sanitária e epidemiológica;
- Desenvolver programas de educação para o consumo e produção de alimentos;
- Monitorar processos que visem à segurança alimentar e nutricional.

## Diferenças entre Ciência dos  alimentos, Engenharia de alimentos, Nutrição e outros profissionais
Em suma, as três faculdades estão intrinsecamente ligadas, e a grade curricular das três possuem diversas disciplinas e conceitos básicos que se cruzam. Oque as difere por fim são o foco que cada uma dá ao alimento, matéria-prima e consumidor.
- Ciências dos Alimentos: Tem como foco o estudo do alimento (matéria-prima e produto final), o estudo e otimização de processos tecnológicos, controle de qualidade dos alimentos, garantia da qualidade, pesquisa e desenvolvimento (P&D), e o comportamento sócio-cultural do alimento na sociedade. É um profissional com visão holística sobre os alimentos.
- Engenharia de Alimentos: O engenheiro estuda os processos de produção, estocagem, acondicionamento, conservação de dos alimentos. Pode também trabalhar com a administração geral dos processos tecnológicos e no desenvolvimento de procedimentos e máquinas ligadas à produção de alimentos. É um profissional essencialmente voltado a produção industrial do alimento.
- Nutrição: Estuda a relação entre  nutrientes, alimentação e saúde humana, visando uma intervenção ou acompanhamento do estado nutricional das pessoas e uma alimentação saudável e de acordo com as necessidades das pessoas. É um profissional da saúde e profissional liberal, podendo trabalhar em clínica própria ou coordenar a alimentação em instituições diversas como escolas, empresas, hospitais, spas, etc.
- Farmácia: Estuda a relação entre  nutrientes, alimentação, farmacoterapia e diagnóstico clínico, olhando os alimentos e o estado nutricional do paciente como parte do acompanhamento farmacoterápico (ou seja, o alimento sendo visto como fármaco/medicamento ou como interferente na farmacoterapia) ou como parte do acompanhamento do estado de saúde geral do paciente em exames laboratoriais clínicos (análises clínicas).
- Bioquímica e Química: Estudam e aplicam principalmente os aspectos químicos e bioquímicos dos alimentos, tanto em relação a composição quanto em relação à análise bromatológica e microbiológica e á tecnologias de produção. Entendem também a conexão entre nutrientes, alimentos, bioquímica fisiológica e química clínica. Trabalham essencialmente em laboratórios e linhas de produção industrial, realizando estudo e otimização de processos tecnológicos, controle de qualidade dos alimentos, garantia da qualidade, pesquisa e desenvolvimento (P&D) com enfoque na química e bioquímica.

## Principais cursos de Ciências dos Alimentos no Brasil[7]
- Ciência e Tecnologia de Alimentos[8] - Universidade Federal de Santa Catarina (UFSC) ⍟⍟⍟⍟⍟
- Ciências dos Alimentos[8] - Piracicaba/SP - Escola Superior de Agricultura Luiz de Queiroz (ESALQ/USP) ⍟⍟⍟⍟⍟
- Ciência e Tecnologia de Laticínios[9] - Viçosa/MG - Universidade Federal de Viçosa (UFV) ⍟⍟⍟⍟⍟
- Ciência e Tecnologia de Alimentos[10] - Rio Pomba/MG - Instituto Federal de Educação de Rio Pomba ⍟⍟⍟⍟
- Ciência de Alimentos[11] - Rio Paranaíba/MG - Universidade Federal de Viçosa (UFV) ⍟⍟⍟
- Ciência e Tecnologia de Alimentos[12] - Itaqui/RS - Universidade Federal do Pampa ⍟⍟⍟
- Ciência e Tecnologia de Alimentos - Universidade Estadual do Rio Grande do Sul (UERGS)
- Ciência e Tecnologia de Alimentos - Universidade Federal Rural da Amazônia (UFRA) [13]
- Ciência e Tecnologia de Alimentos - Universidade Federal de Ouro Preto (UFOP) [14]